# Isthminia
Isthminia — вимерлий рід дельфіновидих ссавців з родини інієві (Iniidae) епохи пізнього міоцену, що мешкали в Панамі. Типовий вид I. panamensis.

## Опис
Скам'янілості Істмінії були знайдені в формації Чагрес в Панамі. На основі викопного матеріалу, включаючи частковий череп, довжина такого роду оцінюється приблизно в 285 сантиметрів. Істмінія, ймовірно, вела переважно морський спосіб життя.